# Comté de Pickens (Géorgie)
Pour les articles homonymes, voir Comté de Pickens.
Le comté de Pickens est un comté de Géorgie, aux États-Unis.

## Démographie
| 1860  | 1870  | 1880  | 1890  | 1900  | 1910  |
| ----- | ----- | ----- | ----- | ----- | ----- |
| 4 951 | 5 317 | 6 790 | 8 182 | 8 641 | 9 041 |

| 1920  | 1930  | 1940  | 1950  | 1960  | 1970  |
| ----- | ----- | ----- | ----- | ----- | ----- |
| 8 222 | 9 687 | 9 136 | 8 855 | 8 903 | 9 620 |

| 1980   | 1990   | 2000   | 2010   | 2020   | - |
| ------ | ------ | ------ | ------ | ------ | - |
| 11 652 | 14 432 | 22 983 | 29 431 | 33 216 | - |